# Raionul Limbaži
Limbaži este un raion în Letonia.